# Viyaleta Bardzilouskaya
Viyaleta Bardzilouskaya (en bielorruso: Віялета Бардзілоўская; Maguilov, 7 de junio de 2005) es una deportista bielorrusa que compite en gimnasia en la modalidad de trampolín. Participó en los Juegos Olímpicos de París 2024 como Atleta Individual Neutral, obteniendo una medalla de plata en la prueba individual.

## Palmarés internacional
| Juegos Olímpicos | Juegos Olímpicos | Juegos Olímpicos | Juegos Olímpicos |
| Año              | Lugar            | Medalla          | Prueba           |
| ---------------- | ---------------- | ---------------- | ---------------- |
| 2024             | París (Francia)  | Medalla de plata | Individual       |